# Liste der Kulturdenkmale in Sporbitz
Die Liste der Kulturdenkmale in Sporbitz umfasst jegliche Kulturdenkmale der Dresdner Gemarkung Sporbitz. Die Straßen und Plätze, an denen die Kulturdenkmale liegen, sind in der Liste der Straßen und Plätze in Sporbitz aufgeführt.

## Legende
- Bild: Bild des Kulturdenkmals, ggf. zusätzlich mit einem Link zu weiteren Fotos des Kulturdenkmals im Medienarchiv Wikimedia Commons. Wenn man auf das Kamerasymbol klickt, können Fotos zu Kulturdenkmalen aus dieser Liste hochgeladen werden:
- Bezeichnung: Denkmalgeschützte Objekte und ggf. Bauwerksname des Kulturdenkmals
- Lage: Straßenname und Hausnummer oder Flurstücknummer des Kulturdenkmals. Die Grundsortierung der Liste erfolgt nach dieser Adresse. Der Link (Karte) führt zu verschiedenen Kartendiensten mit der Position des Kulturdenkmals. Fehlt dieser Link, wurden die Koordinaten noch nicht eingetragen. Sind diese bekannt, können sie über ein Tool mit einer Kartenansicht einfach nachgetragen werden. In dieser Kartenansicht sind Kulturdenkmale ohne Koordinaten mit einem roten bzw. orangen Marker dargestellt und können durch Verschieben auf die richtige Position in der Karte mit Koordinaten versehen werden. Kulturdenkmale ohne Bild sind an einem blauen bzw. roten Marker erkennbar.
- Datierung: Baubeginn, Fertigstellung, Datum der Erstnennung oder grobe zeitliche Einordnung entsprechend des Eintrags in der sächsischen Denkmaldatenbank
- Beschreibung: Kurzcharakteristik des Kulturdenkmals entsprechend des Eintrags in der sächsischen Denkmaldatenbank, ggf. ergänzt durch die dort nur selten veröffentlichten Erfassungstexte oder zusätzliche Informationen
- ID: Vom Landesamt für Denkmalpflege Sachsen vergebene, das Kulturdenkmal eindeutig identifizierende Objekt-Nummer. Der Link führt zum PDF-Denkmaldokument des Landesamtes für Denkmalpflege Sachsen. Bei ehemaligen Kulturdenkmalen können die Objektnummern unbekannt sein und deshalb fehlen bzw. die Links von aus der Datenbank entfernten Objektnummern ins Leere führen. Ein ggf. vorhandenes Icon  führt zu den Angaben des Kulturdenkmals bei Wikidata.

## Liste der Kulturdenkmale in Sporbitz
| Bild | Bezeichnung                                                                                | Lage                           | Datierung                                                                   | Beschreibung | ID       |
| ---- | ------------------------------------------------------------------------------------------ | ------------------------------ | --------------------------------------------------------------------------- | --- | -------- |
|      | Wohnstallhaus, zwei Seitengebäude, Scheune und Toranlage eines Vierseithofes               | Altsporbitz 2 (Karte)          | um 1850 (Wohnstallhaus); bez. 1849 (Seitengebäude); um 1850 (Seitengebäude) | markantes Zeugnis der ländlichen Architektur und Volksbaukunst seiner Zeit, zudem Teil eines im Stadtgebiet von Dresden in Teilen erhaltenen alten Dorfkerns, baugeschichtlich und stadtentwicklungsgeschichtlich bedeutend                                                                                 | 09215682 |
|      | Scheune (Nr. 3a) und Toranlage mit kleiner Pforte (Nr. 3) eines Dreiseithofes              | Altsporbitz 3; 3a (Karte)      | Mitte 19. Jh. (Scheune)                                                     | Zeugnis der ländlichen Architektur und Volksbaukunst seiner Zeit, zudem Teil eines im Stadtgebiet von Dresden erhaltenen alten Dorfkerns, baugeschichtlich und stadtentwicklungsgeschichtlich bedeutend | 09215683 |
|      | Wohnstallhaus, (Seitengebäude,) Scheune und Toranlage eines Vierseithofes                  | Altsporbitz 4 (Karte)          | Mitte 19. Jh. (Wohnstallhaus)                                               | markantes Zeugnis der ländlichen Architektur und Volksbaukunst seiner Zeit, zudem Teil eines im Stadtgebiet von Dresden | 09215684 |
|      | Wohnstallhaus, Seitengebäude, Scheune und Toranlage mit kleiner Pforte eines Dreiseithofes | Altsporbitz 5 (Karte)          | bez. 1763 (Wohnstallhaus)                                                   | Seitengebäude Obergeschoss mit Fachwerk, markantes Zeugnis der ländlichen Architektur und Volksbaukunst seiner Zeit, zudem Teil eines im Stadtgebiet von Dresden in Teilen erhaltenen alten Dorfkerns, beeindruckendster Hof von Altsporbitz, baugeschichtlich und stadtentwicklungsgeschichtlich bedeutend | 09215685 |
|      | Sporbitzer Schule (ehem.): Schulgebäude mit Hinterhaus                                     | Am Werk 1 (Karte)              | bez. 1900 (Schule)                                                          | trotz neuerer Dachaufbauten markanter historistischer Schulbau, dominiert von übergiebeltem Eingangsrisalit, Fassade weitestgehend ursprünglich, baugeschichtlich und ortsgeschichtlich bedeutend | 09215689 |
|      | Wohnstallhaus, Seitengebäude und Scheune eines Vierseithofes                               | Pirnaer Landstraße 297 (Karte) | Mitte 19. Jh. (Wohnstallhaus)                                               | Zeugnis der ländlichen Architektur und Volksbaukunst seiner Zeit, zudem Teil eines im Stadtgebiet von Dresden in Teilen erhaltenen alten Dorfkerns, baugeschichtlich und stadtentwicklungsgeschichtlich bedeutend                                                                                           | 09215687 |